# Rhytidops floridensis
Rhytidops floridensis är en tvåvingeart som först beskrevs av Aldrich 1932.  Rhytidops floridensis ingår i släktet Rhytidops och familjen Ropalomeridae.
Artens utbredningsområde är Florida. Inga underarter finns listade i Catalogue of Life.